# Carlos Kroeber
Carlos Henrique Kroeber, mais conhecido como Carlos Kroeber (Belo Horizonte, 20 de setembro de 1933 – Rio de Janeiro, 12 de junho de 1999), foi um ator brasileiro. Filho de imigrantes alemães, Kroeber foi um dos fundadores do Teatro Experimental, em Belo Horizonte. Seu primeiro trabalho na vida artística foi em 1968, no filme O Homem Que Comprou o Mundo, no qual interpretou um senador; nos dois anos posteriores, esteve nos longas A Navalha na Carne e É Simonal. Por outro lado, sua estreia na televisão só ocorreu em 1976, na telenovela Estúpido Cupido, da emissora Rede Globo, em que viveu Frei Damasceno.
Em 1971, no papel de Timóteo, destacou-se no filme A Casa Assassinada, conquistando os prêmios como Melhor Ator no Festival de Brasília, Festival de Cinema de Gramado e Troféu APCA. Seu desempenho ainda seria reconhecido seis anos mais tarde, quando viveu Gordo em Gordos e Magros, levando o Prêmio Especial do Júri de sua categoria, também no Festival de Brasília. Em 1990, finalizou seu papel nas telonas como Garcia em O Quinto Macaco. Na televisão, por sua vez, participou de diversos papéis em destaque na Rede Globo como nas telenovelas Baila Comigo, Roda de Fogo, Perigosas Peruas, Pátria Minha; nas minisséries Agosto e Abolição, este último como Dom Pedro II. Seu último trabalho como ator foi em Torre de Babel, quando interpretou Navarro.
Kroeber faleceu no Rio de Janeiro, em 12 de junho de 1999, aos 65 anos, vítima de insuficiência cardíaca e respiratória. O ator estava no Centro de Terapia Intensiva (CTI) durante dois meses e seu corpo foi velado na Zona Norte da cidade.

## Biografia
Nascido em Belo Horizonte, em 20 de setembro de 1933, era filho dos imigrantes alemães Karl Kroeber e Else Kathe Kroeber, assim como fundador do Teatro Experimental na capital mineira, em 1955.

### Carreira na televisão
Seu primeiro trabalho na televisão foi em 1976, na telenovela Estúpido Cupido, interpretando Frei Damasceno. Nos dois anos posteriores, deu vida aos personagens Pacheco e Tiago em O Pulo do Gato e Pai Herói, respectivamente. Iniciou a década de 1980 como Olímpio em As Três Marias, além de ser um gerente do Banco Nacional em Baila Comigo e Sinhô Badarô em Terras do Sem-Fim.
Em 1982, interpretou Antônio na telenovela Sétimo Sentido e Hilário em Sol de Verão. Logo em seguida, fez participação especial como Moisés em Guerra dos Sexos. Em 1984, deu vida aos personagens Dom Manuel e Anselmo em Transas e Caretas e Amor com Amor Se Paga, respectivamente. No ano seguinte, viveu Pedro em Um Sonho A Mais e Nepomuceno em O Tempo e o Vento. Em 1986, encarnou Benson em Roda de Fogo e um delegado em Cambalacho. Posteriormente, foi Henrique em Mandala.
Em 1988, viveu Nogueira na telenovela Fera Radical e, no mesmo ano, participou de sua primeira minissérie, intitulada Abolição, encarnando Dom Pedro II. No ano seguinte, repetiu o trabalhos em obras distintas, interpretando Nascimento em O Sexo dos Anjos e Dom Pedro II em República.
No início da década de 1990, esteve nas telenovelas Barriga de Aluguel e Rainha da Sucata como Ramiro e Conde Giacomo, respectivamente. Em 1992, foi Michelângelo em Perigosas Peruas e Alberto em Deus nos Acuda. No ano seguinte, interpretou Varela em Sonho Meu e Cristiano em Pátria Minha.
Em 1995, deu vida a um remador em História de Amor e fez uma participação especial na minissérie Engraçadinha: Seus Amores e Seus Pecados como um editor de jornal. Três anos depois, finalizou seus trabalhos na televisão interpretando Navarro em Torre de Babel, além de viver um juiz em Labirinto.

### Carreira no cinema
Estreou em 1968, no filme O Homem Que Comprou o Mundo, interpretando um senador. Nos dois anos seguintes, esteve em A Navalha na Carne e É Simonal como Freguês e Charuto, respectivamente. Em 1971, contracenando com Norma Bengell, interpretou Timóteo no longa A Casa Assassinada. A atuação de Kroeber lhe garantiu os prêmios na categoria de Melhor Ator pelo Festival de Brasília, Festival de Cinema de Gramado e Troféu APCA.
Em 1972, esteve no filme em Os Inconfidentes como Coronel Francisco de Paula e em Som, Amor e Curtição. No ano seguinte, foi Aureliano em Joanna Francesa e doutor Oswaldo em Os Primeiros Momentos. Em 1974, Kroeber participou de três longas: O Filho do Chefão como Carleto; O Marginal como Marcito; e Um Homem Célebre como um Embaixador.
Em 1975, esteve no cinema cinco vezes: Quem Tem Medo de Lobisomem?; Guerra Conjugal, como João Bicha; O Padre Que Queria Pecar, como um costureiro; A Extorsão, como um delegado; e em Motel, como Rosas. No ano seguinte, viveu um padre em O Casamento. No filme Gordos e Magros, de 1977, ao interpretar Gordo, foi eleito pelo Prêmio Especial do Júri como Melhor Ator no Festival de Brasília. Posteriormente, encerrou sua participação na década de 1970 nos longas As Loucuras de um Sedutor, como Orlando; em Bye Bye Brasil, como um caminhoneiro; dentre outros.
Na década de 1980, também esteve muitas vezes nas telonas em Bonitinha, mas Ordinária, como Dr. Werneck; Luz del Fuego, como Troncoso; Noites do Sertão, como Liodoro; Chico Rei, como o governador; além de várias outras como Quilombo, Vera e Jardim de Alah. Seu último trabalho no cinema foi em 1990, como o Sr. Garcia em O Quinto Macaco.

### Morte
Carlos Kroeber faleceu em 12 de junho de 1999, aos 64 anos, vítima de insuficiência cardíaca e respiratória. O ator esteve internado no Centro de Terapia Intensiva (CTI) por dois meses no Hospital Samaritano, em Botafogo, bairro da Zona Sul do Rio de Janeiro. O corpo foi cremado dois dias depois no Cemitério do Caju, na Zona Norte da cidade.

## Filmografia

### Na televisão
| Ano  | Título                | Personagem                              | Notas                         |
| ---- | --------------------- | --------------------------------------- | ----------------------------- |
| 1998 | Labirinto             | Juiz                                    |                               |
| 1998 | Torre de Babel        | Dr. Navarro                             |                               |
| 1997 | Por Amor              | Diretor do teatro onde Meg se apresenta | Participação Especial         |
| 1997 | Anjo Mau              | Conrado Medeiros                        |                               |
| 1997 | A Justiceira          | Valdomiro Sampaio                       | Episódio: "Mesmo Que Seja Eu" |
| 1997 | Você Decide           | Padre Muniz                             | Episódio: "Estrada do Amanhã" |
| 1996 | A Vida como Ela é...  | Oliveira                                | Episódio: "O Grande Viúvo"    |
| 1995 | Engraçadinha          | Editor do jornal                        |                               |
| 1995 | História de Amor      | Remador                                 | Participação Especial         |
| 1994 | A Viagem              | Juiz                                    | Participação Especial         |
| 1994 | Você Decide           | —                                       | 2 episódios                   |
| 1994 | Pátria Minha          | Cristiano                               |                               |
| 1993 | Sonho Meu             | Varela                                  |                               |
| 1992 | Glückliche Reise      | Médico                                  |                               |
| 1992 | Deus nos Acuda        | Alberto                                 |                               |
| 1992 | Perigosas Peruas      | Michelângelo                            |                               |
| 1991 | O Sorriso do Lagarto  | Gregório Guerra                         |                               |
| 1991 | O Dono do Mundo       | Diretor do Banco                        | Participação Especial         |
| 1990 | Rainha da Sucata      | Conde Giacomo di Lampedusa              |                               |
| 1990 | Barriga de Aluguel    | Ramiro                                  |                               |
| 1989 | República             | Dom Pedro II                            |                               |
| 1989 | O Sexo dos Anjos      | Nascimento                              |                               |
| 1989 | Que Rei Sou Eu?       | Dom Curro de la Grana                   |                               |
| 1988 | Abolição              | Dom Pedro II                            |                               |
| 1988 | Fera Radical          | Dr. Nogueira                            |                               |
| 1987 | Mandala               | Dr. Henrique                            |                               |
| 1986 | Cambalacho            | Delegado                                |                               |
| 1986 | Roda de Fogo          | Werner Benson                           |                               |
| 1985 | O Tempo e o Vento     | Nepomuceno                              |                               |
| 1985 | Um Sonho a Mais       | Pedro Ernesto                           |                               |
| 1984 | Amor com Amor Se Paga | Anselmo                                 |                               |
| 1984 | Transas e Caretas     | Dom Manuel                              |                               |
| 1983 | Guerra dos Sexos      | Moisés                                  |                               |
| 1982 | Sol de Verão          | Hilário                                 |                               |
| 1982 | Sétimo Sentido        | Antônio Rivoredo                        |                               |
| 1981 | Terras do Sem-Fim     | Sinhô Badaró                            |                               |
| 1981 | Baila Comigo          | Gerente de banco                        |                               |
| 1980 | As Três Marias        | Olímpio                                 |                               |
| 1979 | Pai Herói             | Tiago                                   |                               |
| 1978 | O Pulo do Gato        | Pacheco                                 |                               |
| 1976 | Anjo Mau              | Conrado Medeiros                        |                               |
| 1976 | Estúpido cupido       | Frei Damasceno                          |                               |
| 1965 | Teatrinho Trol        | —                                       |                               |
| 1964 | Grande Teatro Tupi    | Vários personagens                      |                               |

### No cinema
| Ano  | Título                         | Papel                                          |
| ---- | ------------------------------ | ---------------------------------------------- |
| 1968 | O Homem Que Comprou o Mundo    | Senador da Potência Anterior                   |
| 1969 | A Navalha na Carne             | Cliente                                        |
| 1970 | É Simonal                      | Charuto                                        |
| 1971 | A Casa Assassinada             | Timóteo                                        |
| 1971 | Rua Descalça                   | —                                              |
| 1972 | Os Inconfidentes               | Ten.-Cel. Francisco de Paula Freire de Andrade |
| 1972 | Som, Amor e Curtição           | —                                              |
| 1973 | Joanna Francesa                | Aureliano                                      |
| 1974 | Os Primeiros Momentos          | Dr. Oswaldo                                    |
| 1974 | O Marginal                     | Marcito                                        |
| 1975 | A Extorsão                     | Delegado                                       |
| 1975 | Motel                          | Rosas                                          |
| 1975 | O Filho do Chefão              | Carleto                                        |
| 1975 | Guerra Conjugal                | João Bicha                                     |
| 1975 | O Padre Que Queria Pecar       | Costureiro                                     |
| 1975 | Quem Tem Medo de Lobisomem?    | Leão                                           |
| 1976 | Feminino Plural                | —                                              |
| 1976 | Um Homem Célebre               | Embaixador                                     |
| 1976 | Gordos e Magros                | Carlão/Carlinhos                               |
| 1976 | O Casamento                    | Padre Bernardo                                 |
| 1976 | Soledade, a Bagaceira          | Dr.Carlos, tio de Lúcio                        |
| 1976 | Tem Alguém na Minha Cama       | Oscar                                          |
| 1977 | Anchieta, José do Brasil       | Luterano                                       |
| 1977 | As Loucuras de Um Sedutor      | Orlando                                        |
| 1977 | Gente Fina É Outra Coisa       | Dr. Saveiro                                    |
| 1977 | Esse Rio Muito Louco           |                                                |
| 1978 | O Bandido Antonio Dó           | —                                              |
| 1978 | Um Brasileiro Chamado Rosaflor | Dália                                          |
| 1979 | Massacre em Caxias             | Oscar                                          |
| 1980 | Muito Prazer                   | Cliente                                        |
| 1980 | Bye Bye Brasil                 | Camioneiro                                     |
| 1981 | Bonitinha mas Ordinária        | Dr. Werneck                                    |
| 1982 | Luz del Fuego                  | Trancoso                                       |
| 1982 | Tessa, a Gata                  | Raul                                           |
| 1984 | Noites do Sertão               | Sô Liodoro                                     |
| 1984 | O Cavalinho Azul               | Gigante                                        |
| 1984 | Quilombo                       | Tourinho                                       |
| 1985 | Chico Rei                      | Governador                                     |
| 1986 | Por Incrível que Pareça        | Diretor do hospital                            |
| 1987 | Running Out of Luck            | —                                              |
| 1987 | Vera                           | Diretor do orfanato                            |
| 1988 | Jardim de Alah                 | —                                              |
| 1989 | Minas-Texas                    | Dr. Rodrigo                                    |
| 1990 | O Quinto Macaco                | Mr. Garcia                                     |

### No teatro
| Ano  | Título                                                                            |
| ---- | --------------------------------------------------------------------------------- |
| 1981 | Ensina-me a viver, de Colin Higgins                                               |
| 1979 | Investigação na classe dominante, de J. B. Priestley                              |
| 1976 | Doce pássaro da juventude, de Tennessee Williams (diretor)                        |
| 1974 | Pippin, de Roger O. Hirson e Stephen Schwartz                                     |
| 1972 | O interrogatório, de Peter Weiss                                                  |
| 1971 | Computa, computador, computa, de Millôr Fernandes (diretor)                       |
| 1969 | Esperando Godot, de Samuel Beckett                                                |
| 1967 | O cavalo desmaiado, de Françoise Sagan (diretor)                                  |
| 1966 | O versátil Mr. Sloane, de Joe Orton (diretor)                                     |
| 1965 | A perda irreparável, de Wanda Fabian                                              |
| 1964 | Mary, Mary, de Jean Kerr (diretor)                                                |
| 1964 | Descalços no parque, de Neil Simon                                                |
| 1963 | Filho da besta torta do Pajeú, de Armando Costa e Oduvaldo Vianna Filho (diretor) |
| 1962 | Tiro e queda, de Achard                                                           |
| 1961 | Lisbela e o prisioneiro, de Osman Lins                                            |
| 1960 | Seis personagens à procura de um autor, de Luigi Pirandello                       |
| 1959 | Fim de jogo, de Samuel Beckett (No Teatro Experimental)                           |
| 1956 | A voz humana, de Jean Cocteau (diretor e produtor)                                |

## Prêmios
1971
Troféu Candango (Festival de Brasília)
- Melhor ator (A casa assassinada)

1973
Kikito de Ouro (Festival de Gramado)
- Melhor ator (A casa assassinada)

Troféu APCA (Associação Paulista de Críticos de Arte)
- Melhor ator (A casa assassinada)

1977
Prêmio Especial do Júri (X Festival de Brasília do Cinema Brasileiro)
- Melhor ator (Gordos e magros)